# Ганнибал Смит
Полковник Джон «Ганнибал» Смит (англ. John «Hannibal» Smith) — главный герой американского комедийного приключенческого телесериала «Команда «А»», транслировавшегося в восьмидесятые годы в Северной и Южной Америке, Европе и Австралии. По тем временам сериал считался самым жестоким телевизионным сериалом в истории американского телевидения, даже несмотря на карикатурное изображение насилия, и это при том что за все 98 серий в кадре погиб только один человек. Всё началось с того, что двухчасовой телефильм в духе «Семи самураев», показанный по NBC во время «XVII Суперкубка», перерос в итоге в 98 эпизодов помощи слабым и беззащитным.
Сам полковник Смит являет собой патриархальный образ отца-наставника для своих подчинённых. Одной из характерных отличительных черт, своего рода «визитной карточкой» полковника, — как отмечает итальянский киновед Фабрицио Маргарья, — является то, что Смит практически никогда не расстаётся с сигарой. Другой его характерной чертой, — на которую обращает внимание преподаватель Йелльского театрального училища Марк Робинсон, — является то обстоятельство, что он и его подчинённые всегда на полшага впереди своих преследователей и в полушаге от каталажки.
Сериал был популярен даже среди той части зрительской аудитории, которая в нём самом всячески охаивалась — среди представителей военной полиции и юстиции. Марк Коэн, экс-начальник военно-юридического управления США — структуры, которая и вершит суд над такими, как полковник Смит — отмечает, что даже работники американской военной юстиции с нетерпением ожидали к концу рабочей недели выхода на экран новой серии про беглецов от военного правосудия, и особенно момента в конце каждого эпизода телесериала, когда Смит победно улыбнётся, раскурит сигару и скажет: «Люблю, когда всё идёт по плану», — эта фраза, впоследствии стала «крылатой» и широко цитируемой.
Роль полковника Смита стала самой запоминающейся ролью актёра Джорджа Пеппарда, — убеждён профессор истории и общественных наук Колумбийского университета Кеннет Джексон.

## Краткая военная биография
После прохождения трёхнедельного курса парашютно-десантной подготовки в учебном центре воздушно-десантных сил при пехотной школе Армии США в форте Беннинг был отправлен на Войну в Корее. Его служба в 1950-е гг., вплоть до начала 1960-х, в сериале не обсуждается, однако подразумевается, что он служит на различных младших офицерских должностях. В составе созданной в сентябре 1961 г. 5-й группы сил специального назначения он был направлен на Вьетнамскую войну. Во Вьетнаме Смит занимает старшие офицерские должности в управлении 5-й группы.

## Послевоенная жизнь
Прозвище «Ганнибал» он получил от подчинённых за свой недюжинный полководческий талант. Как пояснялось в сопроводительных брошюрах, приуроченных к выходу сериала на экране: карфагенский Ганнибал повёл своих слонов через Альпы, а современный американский Ганнибал повёл своих подчинённых через неприступные стены форта Брэгг, после того как они были арестованы за преступление, которого не совершали.
| Нагрудный знак пехотинца за участие в боевых действиях                                                                                           |
| Нагрудный знак армейского парашютиста |
| Боевые награды |
| Медаль Почёта |
| Медаль Армии США «За выдающиеся заслуги» · Серебряная звезда · Солдатская медаль                                                                 |
| Бронзовая звезда · Пурпурное сердце · Медаль благодарности Объединённого командования                                                            |
| Медаль благодарности Армии · Медаль за службу национальной обороне · Медаль «За службу в Корее»                                                  |
| Медаль экспедиционных сил · Медаль «За службу во Вьетнаме» · Медаль вьетнамской кампании                                                         |
| Благодарность воинской части от президента Кореи · Благодарность воинской части от президента Южного Вьетнама · Вьетнамский крест «За храбрость» |

Полковник Смит и ряд его подчинённых, — в составе: зам. командира по тылу и снабжению — лейтенанта Т. Пека, техника — сержанта Б. Баракуса, и военного пилота — капитана Б. П. Мэрдока, — были арестованы военной полицией по подозрению в ограблении Вьетнамского центробанка: им вменялось в вину похищение 100 млн вьетнамских донгов и транспортировка этой суммы через демилитаризованную зону через четыре дня после объявления перемирия. В таком же составе эти четверо были доставлены в Соединённые Штаты, на базу Сил специального назначения Армии США — форт Брэгг, где состоялись заседания военного трибунала по делу об ограблении, и откуда в 1972 году они сбежали, перебрались через всю страну, с востока на запад — на другой конец Штатов, в Южную Калифорнию, и «растворились» среди населения Лос-Анджелеса. Сам полковник Смит обосновался в Голливуде, где устроился на работу в киностудию «Universal», с расчётом на то, что никто не заподозрит, что человек в бегах от военного трибунала мог внедриться в киноиндустрию, и, соответственно, не станет его там искать. Для обеспечения надёжного прикрытия он подписал контракт на многосерийные роли «Акваманьяка» и «Липкого монстра» — резиновых страшилищ наподобие Годзиллы, для второсортных низкобюджетных научно-фантастических фильмов — что освободило его от необходимости «светить» каждый раз своё лицо в кадре, а заодно стало приносить какой-то стабильный заработок. Играя морское чудище, кроме того, он, по его собственным словам, черпал вдохновение из своей «кинематографической» деятельности. Кроме всего прочего, Смит ещё и мастер перевоплощений. Так, в целях конспирации, в свободное от актёрской деятельности время, он живёт под личиной престарелого китайца мистера Ли, заправляя одноимённой лос-анджелесской прачечной (англ. Mr. Lee’s Laundry Shop), которую использует одновременно как явку для встреч с клиентурой и конспиративную квартиру.
Как отмечает доцент кафедры искусств Университета штата Нью-Йорк в Кортленде Роберт Дж. Томсон, тема сокрытия своей истинной личности является характерной для всех кинематографических и телевизионных работ, к которым приложил руку сценарист и продюсер Стивен Кеннел. Ганнибал всегда устраивает самый настоящий костюмированный маскарад при встрече с потенциальными клиентами, чтобы проверить их надёжность. Также, излюбленным способом маскировки — залегендироваться под очередную съёмочную группу, коих много в Голливуде.
Тем временем, учитывая тяжесть преступления, которое им вменяется в вину, они попадают в категорию особо опасных преступников, и соответственно в списки разыскиваемых ФБР (л/д полковника Смита № 61-5683-1). Руководство поисками беглых военных поручили тоже военному — полковнику Линчу (Билл Лаккинг). Затем, Линча на посту сменил полковник Деккер (Лэнс Ле Го), с которым Смит когда-то, в бытность их обоих во Вьетнаме, сходился в рукопашную в данангском доме офицеров, за то что Деккер, по его мнению, проявлял зверства по отношению к некомбатантам — мирному населению. Потом Деккера сменяет полковник Бриггс (Чарльз Нэпьер), за ним — генерал Фулбрайт (Джек Джинг), и ЦРУшники, но все они в итоге не справились с задачей поимки неуловимого полковника Смита и его команды «А». В последних сериях, однако, то, что не удавалось всем предыдущим, удаётся хитроумному генералу Стоквеллу (Роберт Вон). Их снова судят, признают виновными в ограблении с убийством, приговаривают к расстрелу. Тем не менее Смиту и его подчинённым предоставляется возможность искупить вину: они поступают в распоряжение генерала Стоквелла и получают соответствующие мобилизационные предписания с указанием явиться на новый пункт дислокации в Лэнгли — по месту нахождения штаб-квартиры ЦРУ.

## Происхождение персонажа
Реальным прообразом персонажа послужил американский военный — командир отряда специального назначения «B-36» подполковник Эдвард Гордон Гритц Как только сериал вышел на экраны, опытные киноманы сразу же усмотрели сходство с «Бэтменом» и «Человеком от Д. Я. Д. И.» — двумя сериалами шестидесятых.
Брендон Тартикофф, который выкупил права на трансляцию телесериала в Великобритании, проводил аналогии с «Грязной дюжиной», «Гориллами Гаррисона» и «Четырьмя честными мужчинами».
Американский кинообозреватель Уэсли Бриттон убеждён, что Ганнибал является навороченной, перевёрнутой с ног на голову, версией Джима Фелпса, — шпионского начальника из сериала «Миссия невыполнима».
По мнению профессора английского языка и литературы «Флоридского университета» Джеймса Твитчелла, Ганнибал больше напоминает папашу Картрайта — старого ковбоя.
По словам исследователя американских фильмов на тематику Войны во Вьетнаме Жан-Жака Мало, можно проследить и ещё более ранний прообраз полковника Смита и его команды, как одну из тематических переработок «Семи самураев» Акиры Куросавы на современный лад. Британский киновед Джон Эббот дополняет мнение своего французского коллеги, утверждая, что первая же серия "команды «А», была «слизана» создателями картины не только с «Семи самураев» Куросавы, но в равной степени с «Великолепной семёрки» Джона Стёрджеса и «Дикая банда» Сэма Пекинпы.
Как отмечает Роберт Томсон, страсть Ганнибала к перевоплощению и сокрытию своей истинной личности, сближает его типаж с главными героями детективных сериалов «То́ма» и «Баретта», выходивших на экраны в середине семидесятых. О том же сходстве «Томой» и «Барретой» пишет профессор Калифорнийского университета Дэвид Марк.
Примечательно, что продюсеры фильма изначально видели в роли Ганнибала другого голливудского актёра Джеймса Коберна. Роль также была предложена Роберту Кондраду, но тот сам не пожелал сниматься в такого рода сериале, предпочтя работу над собственными проектами. В конце концов, продюсеры остановили свой выбор на стареющем Джордже Пеппарде, который уже долгое время прозябал на второстепенных и третьестепенных сериалах. По завершении работы над очередным сериалом про медиков, он провёл несколько неудачных кастингов на другие роли в крупных телепроектах. Так, он был уже практически утверждён на роль Блейка Кэррингтона в телесериале «Династия», но роль в итоге досталась Джону Форсайту за шестнадцать дней до съёмок, а Пеппард продолжил своё существование на дне актёрской массы. К счастью для него, он был замечен создателями сериала и буквально «спасён» от опостылевшей и совершенно бесперспективной работы, и «взлетел» на волне успеха сериала
Несмотря на то, что у Пеппарда за его долгую кинокарьеру было немало «звёздных» ролей, настоящая слава пришла к нему, как к полковнику Смиту.

## Вхождение в образ и отношения на съёмочной площадке
Бульварная пресса часто и много писала не столько о самом сериале, сколько о его главном герое и актёре, который его воплощал. О дурном нраве Джорджа Пеппарда, о его недельных запоях, загулах и прочих инцидентах, было всем хорошо известно. Пеппард и сам не скрывал своей дурной репутации ходячего «человека-проблемы», признавшись, что в 1970-х на студии «Universal» его называли не иначе как «этот сукин сын Пеппард». Более сдержанные кинематографисты характеризовали его как «сложного» актёра. Пеппард не стеснялся своей конфликтности, ему доставляло удовольствие поквитаться со врагами, которые привыкли видеть его на вторых и третьих ролях и теперь скрежетали зубами, видя его многолетний триумф.
Роль полковника Смита была словно бы «скроена» под его актёрский талант — отмечается в журнале «Photoplay». Тем не менее, по словам самого Пеппарда, вечно всем недовольного, роль Ганнибала, как и все предыдущие роли на телевидении, ему не очень-то и нравилась — это была характерная роль, для него она была слишком примитивна, в ней, по его мнению, не было места творчеству. Он тем не менее, пытался это исправить. Учитывая то обстоятельство, что Пеппард всегда совал свой нос в дела создателей сериала и диктовал свои соображения по поводу съёмок, — так будто бы на самом деле продюсером являлся он, а не Стивен Кеннел и Фрэнк Люпо, — было распространённым мнение о том, что у них конфликтные отношения с продюсерами. Кеннел развеял эти слухи, заявив в интервью журналу «ТВ Гид», что видит Пеппарда стопроцентным профессионалом. Единственным негативным обстоятельством, по словам Кеннела, было то, что Пеппард слишком часто и слишком много импровизировал, и складывалось впечатление будто бы он вообще не заглядывал в сценарий, сводя всю работу Кеннела на нет. Тот, в свою очередь, однажды поставил Пеппарду ультиматум: «Если и дальше идём не по сценарию, то я их больше не пишу», — намекая на то, что прекратит съёмки сериала. Пеппард возвратился к актёрской дисциплине и начал читать сценарий перед съёмками.
Люпо жаловался на то, что Пеппард, которому часто приходили в голову творческие решения, часто сообщал их ему в любое время суток, звонил из бодрствующей Европы в спящие Штаты прямо из таксофонов и общественных телефонов, будил сонного Люпо и доносил ему свои свежие идеи с тем, «чтобы не забыть»: «Иногда он звонил просто так, чтобы узнать как дела, и эта забота была мне приятна», — позже признался Люпо. С Пеппардом, даже несмотря на ночные звонки, у них были довольно ровные отношения, и Люпо называл его «капитаном тугов».
Дуайт Шульц, игравший роль пилота — капитана Мэрдока, так выражал своё впечатление о Пеппарде, которое у него сложилось за время работы над сериалом: «Джордж — это человек старой закалки. Всегда хорошо выглядит, всегда чист и наманикюрен. Его не проведёшь — даже не пытайтесь — он на всё смотрит глазами стратега». По мнению Шульца, продюсерам нравилась конфликтность Пеппарда: «Конфликт — это источник вдохновения для всего лучшего, что делаешь в своей жизни», — говорил Шульц по этому поводу.
.
Брендон Тартикофф, закупавший сериал для британцев, позже признался, что ему никогда не доводилось видеть настолько самоотверженно преданных ремеслу актёров как Пеппард, по его словам, тот, играя полковника Смита, выкладывался на полную катушку.
Также в прессе муссировались слухи, что на съёмочной площадке отношения Пеппарда c Лоренсом Тюро́, более известным как «Мистер Ти», складывались не так гладко, как в фильме. Дирк Бенедикт, игравший роль лейтенанта Пека, позже вспоминал, что Пеппард, если хотел что-либо сказать Ти, никогда не обращался к тому напрямую и никогда не называл его по имени, всегда использовал Бенедикта, как посредника: «Дирк, передай пожалуйста тому человеку в цепях…». Пеппард был человеком с театральным образованием, оттачивавшим свои актёрские навыки в студийной группе под руководством Ли Страсберга, и его коробило от того, что какой-то, ещё вчера никому неизвестный, вышибала, стал звездой общенационального масштаба, о фотографии с которым мечтала даже Нэнси Рейган.
И подобно своему герою Ганнибалу, который порой тащил на своём горбу массивного, в центнер с гаком, боевого товарища — сержанта Баракуса, Пеппард тоже, в переносном смысле, носил на плечах всю тяжесть чужой славы.
Тем не менее, сам Ти уважал Пеппарда и когда тот был жив, и они были партнёрами на съёмочной площадке, и после его смерти в 1994 г. По его словам: «Джордж опережал своё время. Мужики тогда были не мужики, а так… мужичонки. А на Джорджа смотрели как на какого-то буяна, из-за того, что он не стеснялся открыто заявлять о своих правах. И не удивительно, ему все завидовали — каждый хочет говорить то, что думает, без целования начальства сзади, ниже поясницы. Джордж — мой „командир“. Где единство — там и сила. Если ему что-нибудь не нравилось, то значит, мне это тоже не нравилось», — уверял журналистов Ти в своей преданности Пеппарду, — «Ходит много слухов про враждебность на съёмочной площадке. Вот скажи ты мне, пожалуйста: Все, якобы, друг другa грызут… почему? Да потому, что если не грызут, то читателю это неинтересно», — подразумевая что на самом деле их якобы препирательства с Пеппардом не более чем результат «пережёвывания» слухов бульварными газетами и нагнетания шума в средствах массовой информации.
Сериал и Пеппарда лично, часто критиковали за отсутствие в команде «А» сколь-нибудь заметных женских персонажей. Роберт Томсон так объясняет этот казус: Женщине нет места в команде полковника Смита по одной, простой причине — Кеннел, которого все считали одним из талантливейших телесценаристов Голливуда, не мог себя заставить писать сценарий для женских ролей. Пеппард также противился задействованию женщин на главные роли, они устраивали его только за пределами съёмочной площадки, либо, как компромисс, на вторых, незаметных ролях. Актриса Джудит Ледфорд, игравшая роль секретарши генерала Стоквелла в одном из сезонов сериала, позже говорила, что она была единственной женщиной на съёмочной площадке, а во всей съёмочной группе, кроме неё, были ещё: костюмерша, визажистка и гримёрша, — все остальные роли и должности были поделены между мужчинами.
Как отмечает Джеймс Твитчелл, в кадре Пеппард подмигивает зрителям и вообще ведёт себя перед камерой так, будто бы выступает не перед взрослой аудиторией, а перед детьми, и сейчас улыбнётся и начнёт убеждать детишек, что насилие, на которое они смотрят, на самом деле таковым не является. По его собственным словам, ему нравилось валять дурака на сцене — благодаря этому, он сам иногда чувствовал себя десятилетним. Ему, 56-летнему мужчине, нравилось на досуге фантазировать вслух с отчаянной жестикуляцией о том, как какие-нибудь воображаемые голливудские бонзы решают судьбу его персонажа: «А давайте мы его вот так! И эдак!», — при этом он брал в руки игрушечную копию своего персонажа и изображал из себя воротилу американского телевидения, который решает судьбу полковника Смита: «А не оторвать ли нам ему башку? Затем руки и ноги!». Пеппард ещё подшучивал по этому поводу: «У меня, иной раз, бывает, прихватит в области бедра, вот я себе и думаю…»

## Общая характеристика персонажа кинокритиками
Дэвид Виджери называет полковника Смита всеведающим pater familias для своих подчинённых, который при этом не потерял убитым ни одного подчинённого — настоящий военный гений, «Сунь Цзы бы таким гордился», — уверен корпоративный стратег компании «Adobe» Брент Дайкс.
«Седой Робин Гуд эпохи Хай-тек», — так охарактеризовал его шотландский писатель Дэвид Прингл.
Ему, несмотря на преклонный возраст, вообще характерно всегда быть в хорошей физической форме и сардонически смеяться, глядя в лицо опасности, — отмечает американский киновед Джон Фиске.
Он один знает, что нужно делать в те критические моменты, когда другие уже готовы кусать локти, — пишет обозреватель «Orange Coast» Дэн Логан.
Популярный журнал «Jet» охарактеризовал его просто как «башковитого» вожака.
В Смите удивительным образом сочетаются мания величия и благодетель, — отмечается в западнонемецком кинообозрении «film-dienst».
Журнал «ТВ Гид» даёт следующую характеристику актёру и воплощаемому им персонажу: Будучи сам благородной ста́ти, Пеппард как нельзя лучше передаёт это своему персонажу, чем в итоге создаёт определённый контраст: Излучающий благородство боевой командир, полковник Смит, с его равнодушно-наплевательским отношением ко всему происходящему. Попади он и его подчинённые в какой-нибудь очередной переплёт, его первая реакция — широко улыбнувшись, откусить край сигары.
Несмотря на примитивную сюжетную линию сериала, ни одна серия не обходилась без самых различных импровизаций и ухищрений, ведь даже сборы команды требовали от Ганнибала и того, и другого, уже хотя бы для того, чтобы вытащить капитана Мэрдока из «психушки», или усадить в самолёт патологически боящегося высоты сержанта Баракуса.

## Значение для киноиндустрии и телевидения

Образ бравого отставного военного, который сняв униформу и надев цивильный наряд, с улыбкой на лице и сигарой в зубах борется с преступностью, породил иное отношение ко Вьетнамской войне в американском кино и на телевидении. Начиная с полковника Смита, войну перестали обходить стороной, как нечто ужасное, а запись в вымышленном «военном билете» стала обязательной для всех киногероев, вне зависимости от их рода деятельности

Как отмечает Дэвид Эббот, фильмы и сериалы 1970-х внушали коллективное чувство вины за Вьетнам. Поначалу, им на смену пришло кино, призванное вообще вытереть из памяти какие-либо напоминания о недавней войне, но так как совсем этого сделать не удалось, было решено перевести тему Вьетнама на уровень буффонады и комиксов. В сериале, вся вина за Вьетнам свалена на абстрактных представителей власти, по сути — рядовых исполнителей, так как должностные лица уровня президента США или госсекретаря, разумеется, вне каких-либо подозрений. Зачисление Ганнибала и его подчинённых в статус беглецов призвано диссоциировать в народном понимании военных от власти, ими командующей. До появления на экранах "команды «А» и частного детектива Магнума, ветеран Вьетнама представал не иначе как контуженным психопатом, повёрнутым на оружии, и всем видом своим призван был вселять ужас в телезрителей, или же он был инвалидом — объектом всеобщей жалости и сострадания. Ганнибал и его подчинённые, а также Томас Магнум со своими коллегами, изменили этот типаж чуть ли не до задушевного добряка-хохмача, который, тем не менее, знаком с минно-подрывным делом и не разучился ещё стрелять из всех видов оружия. С той поры, военное прошлое стало чуть ли не обязательным для всех телегероев, даже тех, которым оно, на первый взгляд, вроде бы и не требовалось — локомотив уже было не остановить — стало модно быть ветераном, дошло буквально до того, что: «Если персонаж не служил, то гнать такого персонажа с экрана». Все существующие телеперсонажи резко обзавелись «военными билетами» с записью в графе «боевые действия». Теперь образ крутого парня в кино и на телевидении стал не мыслим без отдания «почётного долга родине»: «Если ты не лил кровь за родину, какой же ты тогда герой?».
Слова, прозвучавшие из уст героя Сильвестра Сталлоне в культовом фильме 1982 года: «Вы нас предали!», — приобрели новый смысл и теперь воспринимались чуть ли не с гордостью за американских военных, которых телевидение теперь не втаптывало в грязь, а наоборот, откровенно превозносило. «Вы», о которых говорил Джонни Рэмбо, подразумевая всю безликую американскую гражданскую массу, теперь означало не менее безликих, абстрактных чинуш, делавших свой политический капитал на крови простых американских ребят. Фильмы и телесериалы о нынешних или бывших военных стали пользоваться бешеной популярностью, рейтинги зрительских симпатий (на которых и держится чуть ли не всё американское телевидение) взлетели до небес. У медали была и обратная сторона — на фоне появляющейся, как грибы после дождя, теле- и кинопродукции про военных, с треском рушилась популярность фильмов и сериалов про полицейских и других представителей легитимной власти и образ стража порядка, создававшийся этими фильмами в течение долгих лет, лопнул как мыльный пузырь.
У Кеннела вообще всё было наоборот — те, кто удирали от правосудия, сами же его и вершили, а те, кто был призван защищать закон, как правило, представали в виде коррумпированных представителей власти — сериал, в этом плане, можно считать примером карикатурности. Вообще говорить о какой-либо достоверности персонажа реалиям тех лет не приходится, так как Кеннел снимал все свои сериалы как одну большую книжку-раскраску — по словам Эббота, это очень хорошо видно в сцене, которая открывает каждую серию, и которая раскрашена как комикс: ярко-жёлтые небеса на ярко-красном фоне — основная цветовая гамма американских комиксов. У него всё до примитивизма просто — главные герои — шуточное воплощение добра, а все, кто им противостоит — карикатурное воплощение зла. И те, и другие — прямолинейны донельзя.. Американский кинообозреватель Лес Браун в своей «Энциклопедии телевидения» пишет про зашкаливающие сцены насилия, но при этом, без убийств и тяжёлых увечий — что тоже больше похоже на комикс, а не на кино про бывших военных.
Итак, отныне, порядок на улицах наводили или частники, с почётом демобилизовавшиеся из рядов вооружённых сил, вроде того же Томаса Магнума, или же честные «копы», гордо бросившие свой полицейский жетон на стол начальнику и ушедшие в частный сыск (опять же, с непременной записью в «военном билете»). Если герой очередного фильма или сериала ругал некую абстрактную «власть», то можно было считать, что успех такому фильму/сериалу уже обеспечен. Если же он верил в соблюдение всех правил, процедур и служебных инструкций — он заведомо был провальным проектом. На съёмки "команды «А» вереницей потянулся поток знаменитостей, которые быстро смекнули «откуда ветер дует» и приняли решение: «Хоть с кем, главное на экране, с армией — так с армией».
Профессор гуманитарных наук при Монсеррат-колледже искусств Гордон Арнольд склонен считать их конфронтацию с властями не более чем кинематографическим трюком: да, они пошли наперекор властям, но тем не менее, сохранили преданность своему лидеру — полковнику Смиту, и таким образом, сама идея повиновения власти никуда не испарилась, только в данном случае, в виде этой власти предстаёт Ганнибал, которому все члены команды беспрекословно подчиняются.
Австралийский культуролог Джонатан Страттон отмечает, что военное прошлое, хоть и не висит над полковником Смитом, однако служит объяснением его неординарным организаторским и командным способностям. Одновременно с этим, как убеждён Страттон, в сериале, незаметно для зрителей, внушаются оправдательные нотки американских военных преступлений во Вьетнаме, в частности, даже таких зверств над мирным вьетнамским населением, как массовая расправа в общине Милай. Именно потому в самом сериале, причина, по которой судили главных героев (ограбление банка в Ханое) упоминается всего лишь один или два раза за все 98 серий, а рядовой зритель чаще всего уже и не помнит за что их судили. Главное, что он помнит, и что буквально «вдалбливается» в головы зрительской аудитории монотонным закадровым голосом Джона Эшли в начале каждой серии — это то, что их осудили за преступление, которого они не совершали, произошла ошибка судебной системы или правительственных органов — называйте это как хотите, суть от этого не меняется — американские военные изображаются как кристально чистые люди (их криминальный квартет всё же совершил ограбление Вьетнамского центробанка под конец войны, — отмечается в австралийском «Бюллетене», — и судили их за совершённое преступление). Сам сериал Страттон склонен характеризовать как оду милитаризму и капитализму. Странное сочетание, но тем не менее, Ганнибал помогает угнетённым не за «Спасибо», и не гнушается запросить кругленькую сумму зелёной валюты за оказываемые им услуги, чем, с одной стороны, подтверждает кредо американского спецназа, а с другой, прославляет так называемые «прелести капитализма». В любом случае сама война остаётся за кадром и прославляется, а участие в ней США по умолчанию преподносится как оправданное и справедливое решение, что лишний раз является молчаливым упрёком антивоенному движению и либерально настроенным политикам.

## Дальнейшая жизнь типажа за пределами сериала
Образ комичного офицера-мстителя породил подражания. Ряд литературных персонажей, в том числе и в произведениях вполне заслуженных американских писателей-ветеранов Денниса Чалкера и Кевина Доккери, имеют неоспоримое сходство с полковником Смитом. Соответствующие «клоны» появились и на страницах бульварного чтива, например, у Дика Стиверса из серии «Команда профессионалов».
В 2010 году на экраны вышел художественный фильм с Лиамом Нисоном в роли полковника Смита. В фильме у Ганнибала несколько иная военная биография — он служил не в 5-й группе сил специального назначения, как в сериале, а в 75-м полку и 7-й группе. Пулитцеровский лауреат Роджер Эберт называет такую переработку откровенно детской, «Повелитель бури», по его мнению, гораздо интереснее в плане изображения военных на экране.